# الاتصالات السلكية واللاسلكية في مقدونيا الشمالية
الاتصالات السلكية واللاسلكية في مقدونيا الشمالية تشمل الإذاعة والتلفزيون والهواتف الثابتة والمحمولة والإنترنت.

## الإذاعة والتلفاز
محطات الإذاعة: تعمل الإذاعة العامة عبر محطات متعددة؛ و3 محطات إذاعية مملوكة للقطاع الخاص تبث على الصعيد الوطني؛ وهناك حوالي 70 محطة إذاعية تجارية محلية (2012).
- أجهزة الراديو: 410,000 قيد الاستخدام (2008).
- محطات التلفاز:
  - تقوم هيئة الإذاعة التلفزيونية العامة بتشغيل 3 قنوات وطنية وشبكة فضائية؛ 5 قنوات تلفزيونية مملوكة للقطاع الخاص تبث على الصعيد الوطني باستخدام أجهزة إرسال أرضية وحوالي 15 قناة تبث على الصعيد الوطني عن طريق الاقمار الصناعية؛ هناك ما يقرب من 75 محطة تلفزيونية تجارية محلية. وعدد كبير من مشغلي الكابلات الذين يقدمون برامج محلية ودولية (2012)؛[2]
  - 136 محطة (1997).

أجهزة التلفاز: 1.9 مليون جهاز قيد الاستخدام (2008).
التلفاز هو الوسيلة الأخبارية الأكثر شعبية في مقدونيا الشمالية. ترتبط معظم وسائل الإعلام الخاصة بالمصالح السياسية  أو التجارية، وتميل وسائل الإعلام الحكومية إلى دعم الحكومة. وتواجه شبكات البث العام منافسة شديدة من المحطات التجارية التي تهيمن على المشاهدات. ويقول تقرير برعاية الاتحاد الأوروبي إنه مع عشرات شبكات التلفزيون والإذاعة، فإن السوق مكتظ، والعديد من محطات البث المحلية تكافح من أجل البقاء ماليا.

## الهاتف
رمز الاتصال: +389
بادئة المكالمات الدولية: 00
الخطوط الرئيسية:
407,900 خطوط قيد الاستخدام، 103 في العالم (2012);
550,000 خط قيد الاستخدام (2005).
الجوال الخلوي
2.2 مليون خط، المرتبة 142 في العالم؛
2.1 مليون خط (2008). وفي عام 2012،
وفي عام 2012، بلغ مجموع المشتركين في الهاتف الثابت والهاتف الخلوي المتنقل نحو 130 مشتركا لكل 100 شخص. وقد أدت المنافسة من الهواتف المحمولة الخلوية إلى انخفاض في اشتراكات الهاتف الثابت.

## إنترنت
- - Unet هو أقدم مزود الإنترنت في مقدونيا الشمالية. بدأ الوصول إلى الإنترنت في مقدونيا في عام 1995 مع شركة يونيت وهي معترف بها كواحده من أفضل موفري خدمات الإنترنت جودة في سوق الإنترنت في البلاد. يونيت متخصصة في خلق حلول الإنترنت، في توفير خدمات الطلب الهاتفي، والوصول إلى الإنترنت عبر الأقمار الصناعية.
  - نطاقات المستوى الأعلى:  .mk  و.мкд  (السيريلية).
  - مستخدمي الإنترنت:
    - 1.3 مليون مستخدم، المرتبة 109 في العالم؛ 63.1٪ من السكان، المرتبة 58 في العالم (2012)؛
    - 1.1 مليون مستخدم، المرتبة 97 في العالم، 52٪ من السكان (2009).

  - النطاق العريض الثابت: 304,547 اشتراك، المرتبة 79 في العالم؛ 14.6٪ من السكان، المرتبة 58 في العالم (2012).
  - النطاق العريض اللاسلكي: 449,646 اشتراكا، المرتبة 93 في العالم؛ 21.6٪ من السكان، المرتبة 68 في العالم (2012).
  - استضافة الإنترنت: 62,826 مضيف، المرتبة 92 في العالم (2012).
  - IPv4: 657,664 عنوانا مخصصا، أي أقل من 0.05٪ من الإجمالي العالمي، و315.8 عنوانا لكل 1000 شخص (2012).
  - مقدمي خدمات الإنترنت: 20 مقدم لخدمات الإنترنت (2005).
  - تغطية الواي فاي: 95٪ من السكان (2006).

وقد رعت وكالة التنمية الدولية التابعة للولايات المتحدة  مشروعاً بعنوان «مقدونيا تربط» ساعد في عام 2006 على جعل مقدونيا أول بلد لاسلكي ذي نطاق واسع في العالم، حيث يتاح الوصول إلى الإنترنت لأي شخص تقريباً لديه حاسوب مزود بشبكات لاسلكية. الوصول اللاسلكي متاح لحوالي 95 في المئة من المقدونيين، حتى أولئك الذين يعيشون في القرى الجبلية النائية التي لا يملك فيها الناس الهواتف. وأفادت وزارة التعليم والعلوم بأن جميع المدارس الابتدائية والثانوية الـ 461 كانت موصولة بشبكة الإنترنت. أنشأ  مزود خدمة الإنترنت  (On.net) شبكة المعلومات (MESH) لتقديم خدمات WIFI في أكبر 11 مدينة/بلدة في البلاد.

### الرقابة والمراقبة على الإنترنت
لا توجد قيود حكومية على الوصول إلى الإنترنت أو تقارير موثوقة بأن الحكومة تراقب البريد الإلكتروني أو غرف الدردشة  عبر الإنترنت دون رقابة قضائية. ويشارك الأفراد والجماعات في التعبير السلمي عن الآراء عن طريق الإنترنت، بما في ذلك عن طريق البريد الإلكتروني.
ينص الدستور على حرية التعبير وحرية الصحافة، ومع ذلك، فإن الحكومة لا تحترم هذه الحقوق دائماً على ارض الواقع. يحظر القانون التعبير الذي يحرض على الكراهية القومية أو الدينية أو العرقية، وينص على عقوبات على مخالفة هذه القوانين. وفي نوفمبر 2012، تم الغاء تجريم قوانين التشهير والقذف.  وقد أعرب المحررون وأصحاب وسائل الإعلام عن مخاوفهم من أن تؤدي الغرامات الشديدة بموجب القانون المعدل إلى فرض رقابة ذاتية. يحظر القانون التدخل التعسفي في الخصوصية أو الأسرة أو المنزل أو المراسلات، وتحترم الحكومة عموماً هذه المحظورات.

## روابط خارجية
- IT and Internet usage in Macedonia باللغة المقدونية, Republic of Macedonia State Statistical Office, 29 August 2008.
- Macedonian Academic Research Network (MARnet) باللغة المقدونية.
- Makedonski Telekom
- National Radio-Television باللغة المقدونية.
- Makedonski Radio – Radio Skopje باللغة المقدونية.